# Omanana litigiosus
Omanana litigiosus är en insektsart som beskrevs av Ball 1901. Omanana litigiosus ingår i släktet Omanana och familjen dvärgstritar. Inga underarter finns listade i Catalogue of Life.